# Вулверин (филм)
Вулверин (енгл. The Wolverine) амерички je суперхеројски филм из 2013. године у режији Џејмса Манголда и шести филм у серијалу о Икс-људима, а  други који се фокусира на главног лика након филма Икс - људи Почеци: Вулверин из 2009. Сценарио потписују Марк Бомбак и Скот Френк на основу истоименог стрипа аутора Криса Клермонта и Френка Милера, док су продуценти филма Лорен Шулер Донер и Хач Паркер. Филмску музику је компоновао Марко Белтрами.
Насловну улогу тумачи Хју Џекман као Логан (Вулверин), док су у осталим улогама Хиројуки Санада, Тао Окамото, Рила Фукушима, Фамке Јансен и Вил Јун Ли. Дистрибуиран од стране 20th Century Foxа, светска премијера филма је била одржана 24. јуна 2013. у Великој Британији. Буџет филма је износио 120 000 000 долара, а зарада од филма је 414 800 000 долара.
Наставак Логан приказан је 2017. године.

## Радња
Логана (Хју Џекман), најпрепознатљивијег лика из света Икс-људи и стогодишњег мутанта познатог као Вулверин, намамили су у Јапан који није посетио од Другог светског рата, али и у мрачно царство јакуза и самураја.
Нашавши се у бекству са тајанственом и прелепом наследницом и први пут се суочивши са смртношћу, Логан ће се наћи на физичкој и емотивној ивици – даље него што је икад био. На опасном путовању тражења хероја у себи, мораће да се бори са моћним непријатељима, мутантима и људима, али и са духовима своје прошлости. Док буде укрштао канџе са самурајским мачевима и покушавао да нађе пут из лавиринта љубави, издаје и части, заиста ће схватити колика је цена живота без краја.

## Улоге
| Глумац          | Улога         |
| --------------- | ------------- |
| Хју Џекман      | Вулверин      |
| Хиројуки Санада | Шинген Јашида |
| Тао Окамото     | Марико        |
| Рила Фукушима   | Јукио         |
| Фамке Јансен    | Џин Греј      |
| Вил Јун Ли      | Харада        |